# Bulls (rugby à XV)
Pour les articles homonymes, voir Bull (homonymie).
Maillots
Actualités
Dernière mise à jour : 22 septembre 2024.
Les Bulls, également connus sous le nom de Vodacom Bulls, sont une franchise de rugby à XV d'Afrique du Sud basée à Pretoria et évoluant dans le United Rugby Championship..
Ils sont la seule franchise sud-africaine à avoir remporté le Super Rugby, qu'ils ont gagné en 2007, 2009 et 2010.
Depuis 2021, la franchise évolue en United Rugby Championship et a donc quitté le Super Rugby en compagnie des Lions, des Sharks et des Stormers.Ils ont succédé au Northern Transvaal, province de Currie Cup qui dispute les deux premières éditions du Super 12 (1996 et 1997). En 1998, la SANZAAR décide d'engager dans la compétition, sur les modèles néo-zélandais et australiens, des franchises basées sur les équipes provinciales. Les Bulls sont l'une d'entre elles. Ils s'appuient principalement sur l'équipe des Blue Bulls (ex-Northern Transvaal) engagée en Currie Cup[pas clair]

## Historique

### Origines et premiers pas en Super 10 (1993-1995)
Avant la création de la compétition professionnelle le Super Rugby, Northern Transvaal évolue dans le Super 10 qui est un tournoi entre dix équipes provenant d'Australie, de Nouvelle-Zélande, d'Afrique du Sud, des Tonga et des Samoa, s'étant déroulé de 1993 à 1995. Les trois premières équipes de la saison précédente de Currie Cup se qualifient pour le Super 10.
Northern Transvaal joue la saison 1993, ils sont dans la poule B avec Transvaal, New South Wales, North Harbour et Waikato. Transvaal termine 1er de la poule alors que Northern Transvaal termine 3e derrière New South Wales. Mais pour les saisons 1994 et 1995, Northern Transvaal ne parvient pas à se qualifier.

### Début de l'ère professionnelle et du Super 12 (1996-2005)
Après que le rugby à XV est devenu professionnel, la compétition du Super 10 est restructurée. Le Super 12 est donc créé, et est disputé entre des équipes d'Afrique du Sud, d'Australie et de Nouvelle-Zélande. Alors que l'Australie et la Nouvelle-Zélande choisissent le modèle des franchises pour leurs équipes, l'Afrique du Sud décide d'utiliser la Currie Cup pour savoir quelles équipes joueront les saisons de Super 12.
Lors de la saison inaugurale de Super 12 en 1996, Northern Transvaal est l'une des douze équipes. Ils remportent huit de leurs onze matchs et finissent à la 3e place du classement, derrière Auckland et le Queensland. Jamie Kruger termine dans les meilleurs réalisateurs de la compétition derrière les australiens Matt Burke et John Eales. L'équipe est sévèrement défaite en demi-finale par les Auckland Blues sur le score de 48 à 11. Le match s'est joué à l'Eden Park d'Auckland.
Après leur première saison réussie en Super 12, la saison suivante, en 1997, les voit n'obtenir que trois victoires ainsi que trois matchs nuls en onze matchs. Ils terminent à la 8e place. Après cette saison, l'Afrique du Sud adopte le même système de franchise que l'Australie et la Nouvelle-Zélande et abolie donc le système de promotion avec les équipes de Currie Cup en faveur des nouvelles franchises.
Les Bulls sont donc créés avec trois autres franchises. Ils ne participent pas aux demi-finales pour la saison 1998. Trois joueurs des Bulls sont sélectionnés par les Springboks pour participer à la Coupe du monde 1999 : Ruben Kruger, Krynauw Otto et Joost van der Westhuizen qui est le capitaine de la sélection. Les Bulls sont alors considérés comme l'une des plus mauvaises équipes de la compétition, finissant dernier ou avant-dernier lors des cinq saisons consécutives entre 1998 et 2003. En 2002, ils deviennent la première équipe à ne remporter aucune rencontre de Super Rugby durant une saison. Ce record tient jusqu'en 2010, lorsque les Lions répètent la même performance. Après cette 3e place obtenue lors de la saison inaugurale de la compétition, ils ne participent pas aux demi-finales avant l'année 2006.
Les Bulls terminent à la 6e lors des saisons 2003 et 2004, manquant encore une fois les phases finales. Courant 2003, la Coupe du monde a lieu, huit joueurs des Bulls sont sélectionnés pour jouer avec les Springboks, ces joueurs sont Richard Bands, Bakkies Botha, Danie Coetzee, Derick Hougaard, Victor Matfield, Danie Rossouw, Jaco van der Westhuizen ainsi que Joost van der Westhuizen.
En 2005, ils réalisent la même performance qu'en 1996, malgré un mauvais début de saison, ils remportent six rencontres d'affilée et se qualifient en demi-finale, ils sont alors battus par les New South Wales Waratahs. Bryan Habana termine dans les meilleurs marqueurs d'essais de la saison et est nommé pour la distinction du meilleur joueur IRB de l'année 2005.

### La période du Super 14 (2006-2010)
En 2006, le Super 12 devient le Super 14, avec l'ajout de deux nouvelles franchises, une sud-africaine les Cheetahs et une australienne la Western Force. Lors de la dernière journée de la saison régulière 2006, les Bulls ainsi que les Brumbies et les Sharks sont tous en lice pour terminer à la 4e et dernière place qualificative pour les demi-finales. Après que les Brumbies sont battus 33-3 par les Crusaders, les Bulls et les Sharks ont encore une chance de terminer mathématiquement 4e. Les Bulls battent les Stormers au Newlands Stadium du Cap sur le score de 43 à 10, ce qui valide leur participation en demi-finales. Les Bulls se rendent donc à Christchurch pour défier les Crusaders, mais sont battus 35 à 15, au Jade Stadium, et donc éliminés.
Les Bulls perdent leur premier match de la saison 2007 contre les Sharks à Durban sur le score de 17 à 3. Lors de la dernière journée de la saison régulière, les Bulls doivent gagner leur prochain match contre les Reds avec une marge de 72 points pour terminer à la 2e place et obtenir leur demi-finale à domicile, ils signent une victoire impressionnante sur le score de 92 à 3 contre les Reds au Loftus Versfeld Stadium ce qui constitue un nouveau record en Super Rugby. Les Bulls inscrivent treize essais, quatre joueurs marquent un doublé et Derick Hougaard inscrit onze transformations. Les Sharks finissent 1er, c'est la première fois que les deux demi-finales à domicile se jouent en Afrique du Sud. Les Bulls battent les Crusaders sur le score de 27 à 12, Derick Hougaard inscrit huit pénalités et un drop, et se qualifient donc pour la finale. Dans l'autre demi-finale, les Sharks battent les Blues 34 à 18 et s'assurent une finale à domicile. Lorsque les Bulls et les Sharks se rencontrent en finale à l'ABSA Stadium, le match est très serré, mais les Bulls font preuve d'indiscipline et commettent de nombreuses erreurs. À la mi-temps, les Sharks mènent 14-10 après que JP Pietersen ait répondu à Pierre Spies en marquant lui aussi un essai. La seconde mi-temps est encore très disputée, les Bulls prennent l'ascendant, mais ne parviennent pas à marquer. Une pénalité de Derick Hougaard permet de revenir à un point des Sharks. Mais un essai d'Albert van den Berg, à deux minutes de la fin du match semble assurer le succès des Sharks, mais celui-ci n'est pas transformé par François Steyn et il ne reste donc que quelques secondes pour renverser la situation pour les Bulls. Les Bulls récupèrent le ballon sur le coup d'envoi, plusieurs temps de jeu ont lieu jusqu'à ce que Bryan Habana soit servi sur l'aile droite, il réussit à inscrire l'essai sur un exploit personnel après avoir dépassé le temps final. Derick Hougaard inscrit la transformation de la victoire, les Bulls s'imposent d'un point sur le score de 20 à 19 et remportent donc le Super 14 pour la première fois, la première fois par une équipe sud-africaine également. La Coupe du monde 2007 a lieu en France cette année, les Springboks convoquent onze joueurs des Bulls, parmi eux il y a Bakkies Botha, Gary Botha, Bryan Habana, Wayne Julies, Victor Matfield, Akona Ndungane, Wynand Olivier, Fourie du Preez, Danie Rossouw, Gurthrö Steenkamp et Wikus van Heerden. Pierre Spies est initialement sélectionné dans la liste, mais une embolie pulmonaire l'empêche de participer à la compétition. Les Boks sont finalement champions du monde. Bryan Habana inscrit 8 essais durant la compétition et termine meilleur marqueur d'essais, il est également élu Meilleur joueur du monde IRB cette année-là.
La saison 2008 est difficile pour les Bulls, ils ne parviennent pas à confirmer leur titre de la saison dernière. Ils terminent à la 10e place avec six victoires et sept défaites.
En 2009, les Bulls terminent à la 1re place du classement avec un point d'avance sur les Chiefs, en demi-finale ils rencontrent les Crusaders et s'imposent sur le score de 36 à 23 et vont en finale pour la deuxième fois en trois ans. Ils remportent de nouveau le Super 14 en battant lourdement les Chiefs en finale à Pretoria sur le score de 61 à 17, Bryan Habana inscrit de nouveau un essai en finale et en marque même un deuxième comme Fourie du Preez, Morné Steyn inscrit dix-neuf points au pied. Habana termine à la deuxième place des meilleurs marqueurs d'essais avec huit réalisations, Pierre Spies en inscrit sept et termine à la troisième place. Morné Steyn finit premier des meilleurs réalisateurs avec 189 points inscrit durant la saison. Bryan Habana a fait, par ailleurs, sa dernière saison avec les Bulls, il rejoint les Stormers à partir de la saison 2010.
Lors de la saison 2010, les Bulls terminent de nouveau à la 1re place du classement et rencontrent encore les Crusaders en demi-finale, et s'imposent comme l'année précédente, sur le score de 39 à 24 cette fois. La demi-finale et la finale se jouent à Soweto, car la Coupe du monde de football 2010 a lieu en Afrique du Sud cette année-là et le Loftus Versfeld Stadium est donc utilisé pour cette compétition. Dans l'autre demi-finale, les Stormers éliminent les Waratahs et retrouvent donc les Bulls pour une seconde finale 100 % sud-africaine après 2007. Les Bulls s'imposent de nouveau en finale, sur le score de 25 à 17, avec un essai de Francois Hougaard qui élimine l'arrière des Stormers Joe Pietersen d'un cadrage-débordement. Le meilleur marqueur d'essais des Bulls cette année-là est Gerhard van den Heever avec huit réalisations, Morné Steyn est de nouveau le meilleur réalisateur de la compétition avec 263 points.

### En Super Rugby (2011-2020)
À partir de la saison 2011, le Super 14 accueille une quinzième franchise : les Melbourne Rebels et devient donc le Super Rugby ou Super 15. La compétition a un nouveau format se déroulant en deux phases, la première consiste en une phase de championnat où les équipes sont réparties en trois conférences selon leur pays. Chacune des franchises rencontre toutes les autres équipes de sa conférence en matchs aller-retours. En outre, elle rencontre une fois huit des dix franchises qui composent les deux autres conférences. Elle reçoit quatre fois et se déplace également quatre fois. À la fin de cette première phase, les deux meilleurs leaders des trois conférences sont directement qualifiés pour la seconde phase à élimination directe. Le troisième leader ainsi que les trois autres meilleures franchises sont qualifiés pour les matchs de barrages. Les vainqueurs de ces matchs se rencontrent en demi-finale, les deux franchises directement qualifiées et les vainqueurs s'affrontent en finale. Les Bulls se retrouvent donc dans la conférence sud-africaine contre les Cheetahs, les Lions, les Sharks et les Stormers. Cette saison-là, ils terminent à la 3e place de leur conférence avec 54 points, ce qui ne leur permet donc pas de se qualifier en phase finale car les deux dernières équipes qualifiées, les Sharks et les Waratahs, avaient 57 points. En fin d'année, six joueurs de la franchise sont sélectionnés par l'Afrique du Sud pour participer à la Coupe du monde 2011, parmi eux il y a Francois Hougaard, Zane Kirchner, Victor Matfield, Pierre Spies, Morné Steyn et Chiliboy Ralepelle. Les Boks sont éliminés en quart de finale, Morné Steyn finit notamment meilleur réalisateur de la compétition avec 62 points inscrits en 5 matchs.
Pour la saison 2012, les Bulls réussissent à se qualifier pour les barrages contre les Crusaders, mais ils s'inclinent sur le score de 28 à 13 au Rugby League Park de Christchurch. L'ailier des Bulls, Bjorn Basson termine meilleur marqueur d'essais de la compétition avec Andre Taylor. Morné Steyn termine second meilleur réalisateur de la saison avec 228 points.
Lors de la saison 2013, les Bulls terminent à la 1re place de la conférence sud-africaine et 2d du classement final, ce qui leur permet d'être qualifiés directement en demi-finale et de la jouer à domicile. Ce sont les Brumbies qui s'imposent en barrages contre les Cheetahs et qui se présentent face aux Bulls. Les Brumbies s'imposent sur le score de 26 à 23 et éliminent donc les Bulls. Morné Steyn termine une nouvelle fois meilleur réalisateur de la compétition avec 248 points inscrit.
De 2014 à 2018, les Bulls ne disputent pas les phases finales. Ils terminent 9e en 2014, 2015 et 2016. Les joueurs de la franchise, Jesse Kriel, Trevor Nyakane, Rudy Paige, Handré Pollard, Jan Serfontein, Adriaan Strauss sont sélectionnés par les Springboks pour participer à la Coupe du monde 2015 en Angleterre, compétition dans laquelle ils terminent 3e. À partir de 2016, la compétition accueille trois nouvelles équipes, une équipe d'Argentine : les Jaguares, les Sunwolves une franchise japonaise ainsi que les Southern Kings qui est la sixième équipe sud-africaine de la compétition donc. En 2018, la compétition revient à un format à quinze équipes avec l'éviction de la Western Force, des Cheetahs et des Southern Kings.
En 2019, les Bulls mettent fin à cinq saisons sans phases finales. Ils terminent à la 2e de la conférence sud-africaine derrière les Jaguares qui sont inclus dans cette conférence et à la 5e place du classement complet. Ils sont donc qualifiés en quart de finale, mais s'inclinent chez les Hurricanes sur le score de 35 à 28. Les Bulls voient huit de leurs joueurs, Schalk Brits, Warrick Gelant, Lood de Jager, Jesse Kriel qui se blesse pendant la compétition et est remplacé par Damian Willemse, Trevor Nyakane se blesse également et Thomas du Toit le remplace, Handré Pollard, RG Snyman et Duane Vermeulen, être sélectionnés pour la Coupe du monde 2019 par l'Afrique du Sud. Ils sont champions du monde cette année-là. Handré Pollard finit meilleur réalisateur de la compétition avec 69 points inscrits.
La saison 2020 est perturbée par le Covid-19 et est annulée après six journées disputées. Les Bulls ont réalisé un début de championnat difficile avec seulement une victoire en six matchs pour cinq défaites. Le Super Rugby Unlocked (en) est mis en place entre octobre et novembre 2021 pour remplacer la saison annulée, la compétition combine les quatre équipes sud-africaine évoluant en Super Rugby et des équipes de Currie Cup : les Griquas et les Pumas, mais aussi les Cheetahs. Les Bulls remportent la compétition en terminant à la 1re place du classement, il n'y a pas de phases finales.
Les franchises sud-africaines se retirent toutes de la compétition de Super Rugby à partir de 2021. Les Bulls restent donc la seule équipe sud-africaine à avoir remporté la compétition.

### Depuis 2021: United Rugby Championship et Champions Cup
Les franchises sud-africaines rejoignent l'Europe pour jouer dans le Pro14 qui devient donc le United Rugby Championship.
D'avril à juin 2021, la Pro14 Rainbow Cup est mise en place pour introduire les équipes sud-africaines. La compétition se déroule en deux phases, la première avec deux poules, une avec les équipes de Pro14 qui jouent cinq rencontres, les équipes ne se rencontrent pas toutes, et l'autre poule entre les quatre équipes sud-africaines. Les deux premiers des deux poules se jouent directement en finale. Ce sont le Benetton Trévise et les Bulls qui terminent premier de leur poule respective. Le Benetton s'impose 35 à 8 en finale.
Pour leur première saison du United Rugby Championship 2021-2022, les Bulls terminent à la 4e place du classement final, avec onze victoires et sept défaites, ce qui leur permet de s'assurer un quart de finale à domicile. Ils rencontrent les Sharks lors de ce match et s'imposent sur le score de 30 à 27. En demi-finale, ils vont jouer à la RDS Arena au Leinster, qui a remporté les quatre dernières éditions du Pro14, les Bulls s'imposent d'un point 27 à 26 malgré deux essais du Leinster lors des dix dernières minutes, Jonathan Sexton rate l'une des deux transformations. La finale se joue donc contre les Stormers, pour la première finale de l'URC sous ce format, deux équipes sud-africaines se retrouvent en finale. C'est également la première fois de l'histoire de ce championnat qu'une équipe irlandaise n'est pas en finale. Malheureusement pour les Bulls, ils s'inclinent 18 à 13.
Les franchises sud-africaines disputent la Champions Cup et la Challenge Cup à partir de la saison 2022-2023. Les Bulls rencontrent le Lyon OU et les Exeter Chiefs en phase de poule pour la saison 2022-2023 de Champions Cup.

## Palmarès
- Vainqueur du Super 14 (3) : 2007, 2009 et 2010.
- Vainqueur du Super Rugby Unlocked (en) (1) : 2020.
- Finaliste de la Pro14 Rainbow Cup : 2021.
- Finaliste du United Rugby Championship : 2022 et 2024.

## Stade

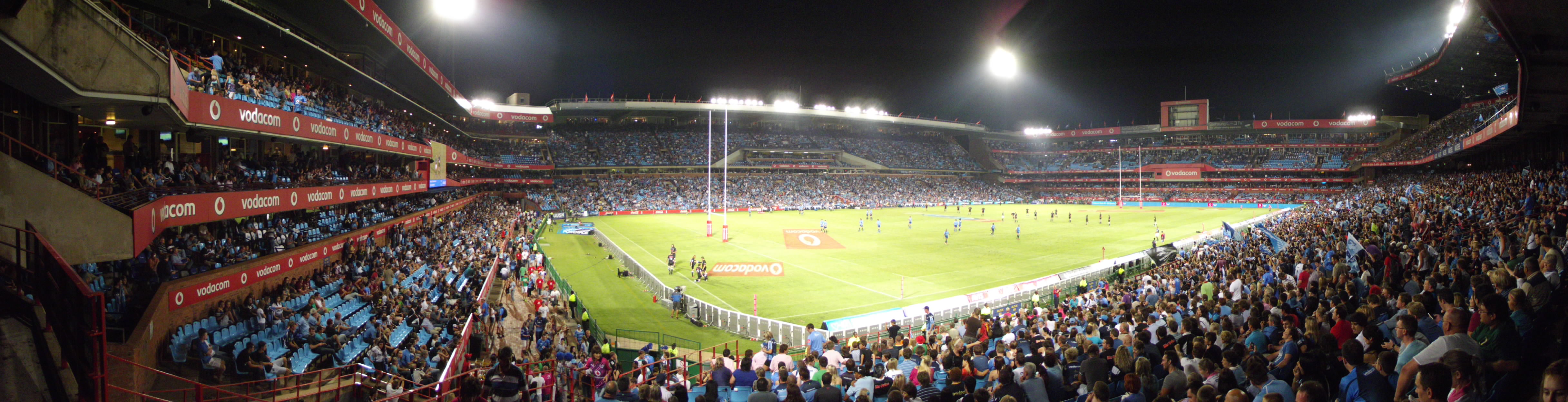
Le stade pendant un match de Super Rugby entre les Bulls et les Sharks

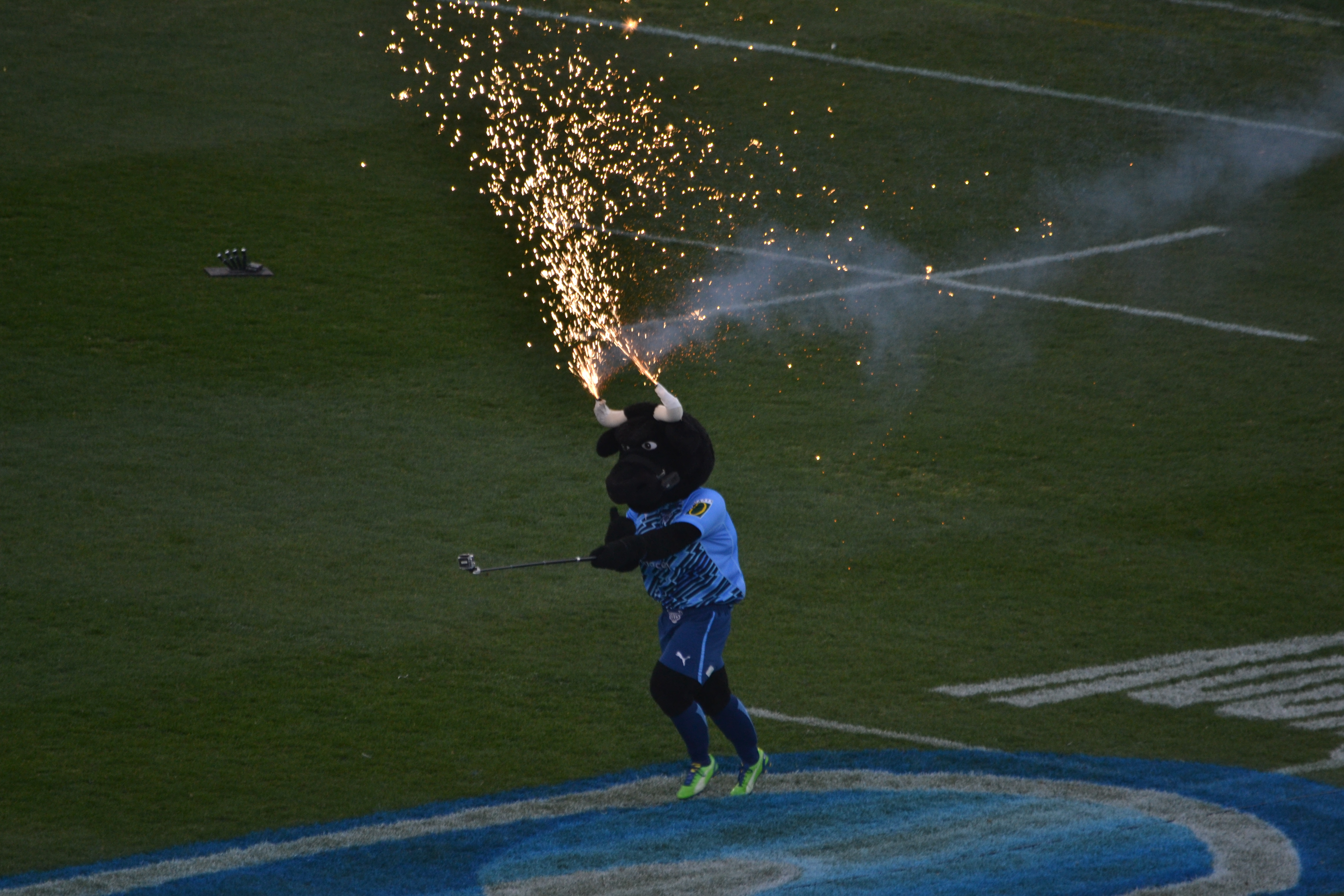
Bulletjie, la mascotte des Bulls

Les Bulls jouent tous leurs matchs à domicile au Loftus Versfeld Stadium, situé à Pretoria, qui est également le stade où évoluent les Blue Bulls lors de leur saison de Currie Cup.
Cette structure accueille régulièrement l'équipe d'Afrique du Sud de rugby à XV. Il a également servi lors de la Coupe du monde 1995, pour des matchs de la Poule D, mais aussi pour des matchs de phases finales avec le quart de finale Nouvelle-Zélande - Écosse, ainsi que la finale pour la 3e place entre l'Angleterre et la France.
Le stade est créé en 1906 et est utilisé pour le rugby depuis 1908. Il est renommé en Loftus Versfeld en 1932 en l'honneur de Robert Owen Loftus Versfeld qui a développé le rugby à Pretoria. Depuis, il a connu de nombreuses rénovations et peut accueillir 51762 spectateurs.

## Personnalités

### Effectif 2024-2025
L'effectif des Bulls pour la saison du United Rugby Championship 2024-2025 ainsi que la Champions Cup 2024-2025 est le suivant :
| Piliers - Francois Klopper - Sebastian Lombard - Wilco Louw - Simphiwe Matanzima - Khutha Mchunu - Tielman Nieuwoudt - Dylan Smith - Mornay Smith - Gerhard Steenekamp - Alulutho Tshakweni - Jacques van Rooyen Talonneurs - Johan Grobbelaar - Tiaan Lange - Akker van der Merwe - Joe van Zyl - Jan-Hendrik Wessels Deuxième lignes - Reinhardt Ludwig - Sintu Manjezi - Ruan Nortjé - JF van Heerden - Ruan Vermaak - Cobus Wiese | Troisième lignes - Cyle Brink - Nizaam Carr - Marcell Coetzee - Mpilo Gumede - Cameron Hanekom - Jannes Kirsten - Elrigh Louw - Mihlali Mosi - Muller Uys - Marco van Staden - Nama Xaba Demis de mêlée - Zak Burger - Keagan Johannes - Embrose Papier - Bernard van der Linde Demis d'ouverture - Boeta Chamberlain - Johan Goosen - Jaco van der Walt | Centres - Sebastian de Klerk - Stedman Gans - Cornal Hendricks - David Kriel - Lionel Mapoe - Chris Smit - Cornel Smit - Harold Vorster Ailiers - Kurt-Lee Arendse - Aphiwe Dyantyi - Stravino Jacobs - Canan Moodie - Sergeal Petersen Arrières - Henry Immelman - Willie le Roux - Sibongile Novuka - Devon Williams |
| | | |
| indique le capitaine, Gras indique que le joueur est international | | |

### Liste des entraîneurs
- 1996 : John Williams
- 1997 : Kitch Christie
- 1998–99 : Eugene van Wyk
- 2000 : Heyneke Meyer
- 2001 : Phil Pretorius
- 2002 : Heyneke Meyer
- 2003 : Rudy Joubert (en)
- 2004–07 : Heyneke Meyer
- 2008–15 : Frans Ludeke
- 2016-2017 : Nollis Marais (en)
- 2018 : John Mitchell
- 2019-2020 : Pote Human (en)
- Depuis 2020 : Jake White

### Liste des capitaines
- 1996-97 : Ruben Kruger
- 1998 : Adriaan Richter
- 1999 : Schutte Bekker (en)
- 2000 : Ruben Kruger
- 2001 : Joost van der Westhuizen
- 2002 : Chris le Roux
- 2003 : Joost van der Westhuizen
- 2004 : Victor Matfield
- 2005 : Anton Leonard
- 2006-07 : Victor Matfield
- 2008 : Fourie du Preez
- 2009-11 : Victor Matfield
- 2012-13 : Pierre Spies
- 2014 : Flip van der Merwe & Victor Matfield
- 2015 : Victor Matfield
- 2016 : Adriaan Strauss
- 2017 : Handré Pollard
- 2018 : Burger Odendaal
- 2019 : Lood de Jager
- 2020 : Burger Odendaal & Trevor Nyakane
- 2020-21 : Duane Vermeulen
- Depuis 2021 : Marcell Coetzee

## Différents records

### Records en Super Rugby
| Records individuels                        | Détenu par                                                           |
| ------------------------------------------ | -------------------------------------------------------------------- |
| Plus de matchs joués                       | 140 par Victor Matfield (2001–11) (2014–15)                          |
| Plus de matchs consécutifs joués           | 99 par Pedrie Wannenburg (19 avril 2003 – 31 mai 2010)               |
| Plus vieux joueur                          | 37 ans, 7 mois et 17 jours par Victor Matfield (27 décembre 2014)    |
| Plus de points inscrits                    | 1467 par Morné Steyn (2005 – 30 juillet 2013 – 124 matchs)           |
| Plus d'essais inscrits                     | 37 par Bryan Habana (2005–09) 2nd Akona Ndungane 33 essais (2005–14) |
| Plus de transformations inscrites          | 234 par Morné Steyn (2005–2013 – 119 matchs)                         |
| Plus de pénalités inscrites                | 263 par Morné Steyn (2005–2013 – 119 matchs)                         |
| Plus de drops inscrits                     | 25 par Morné Steyn (2005–13, 119 matchs)                             |
| Plus de matchs joués en tant que capitaine | 60 par Victor Matfield (2004–11)                                     |

| Records en match                                         | Détenu par                                                                      |
| -------------------------------------------------------- | ------------------------------------------------------------------------------- |
| Plus grosse victoire et plus grosse victoire à domicile. | 92–3 (contre Queensland Reds, 2007)                                             |
| Plus de points marqués                                   | 92 (contre Queensland Reds, 2007)                                               |
| Plus large défaite                                       | 9–73 (contre ACT Brumbies, 1999)                                                |
| Plus de points concédés                                  | 75 (contre Crusaders, 2000)                                                     |
| Plus d'essais inscrits                                   | 13 (contre Queensland Reds, 2007)                                               |
| Plus d'essais concédés                                   | 11 (contre Crusaders, 2000)                                                     |
| Plus de points inscrits par un joueur                    | 35 par Morné Steyn (contre Stormers, 2005, contre Brumbies 2010)                |
| Plus d'essais inscrits par un joueur                     | 3 par Fourie du Preez (contre Cats, 2004)                                       |
| Plus de transformations inscrites par un joueur          | 11 par Derick Hougaard (contre Queensland Reds, 2007)                           |
| Plus de pénalités inscrites par un joueur                | 8 par Jannie de Beer (contre Highlanders, 1996, en tant que Northern Transvaal) |
| Plus de pénalités inscrites par un joueur                | 8 par Derick Hougaard (contre Crusaders, 2007)                                  |
| Plus de drops inscrits par un joueur                     | 4 par Morné Steyn (contre Crusaders, 2009)                                      |

| Séries de victoires                       | Nombre de matchs                  |
| ----------------------------------------- | --------------------------------- |
| Plus de victoires consécutives            | 12 (25 avril 2009 – 27 mars 2010) |
| Plus de victoires consécutives à domicile | 20 (19 avril 2008 – 5 mars 2011)  |

| Records sur une saison                          | Détenu par                                         |
| ----------------------------------------------- | -------------------------------------------------- |
| Plus de points inscrits                         | 500 (2010)                                         |
| Plus de points par un joueur                    | 263 par Morné Steyn (2010 – Record du Super Rugby) |
| Plus d'essais inscrits                          | 51 (2010)                                          |
| Plus d'essais inscrits par un joueur            | 11 par Bjorn Basson (2012)                         |
| Plus de transformations inscrites par un joueur | 38 par Morné Steyn (2010)                          |
| Plus de pénalités inscrites par un joueur       | 51 Morné Steyn (2010)                              |
| Plus de drops inscrits par un joueur            | 11 par Morné Steyn (2009 – Record du Super Rugby)  |

### Records en United Rugby Championship
| Records indivduels                              | Détenu par |
| ----------------------------------------------- | --- |
| Plus de points inscrits                         | 262 par Chris Smith (en) (2021 –)                                                                                   |
| Plus d'essais inscrits                          | 16 par Marcell Coetzee (2021 –)                                                                                     |
| Plus de transformations inscrites               | 61 par Chris Smith (2021 –)                                                                                         |
| Plus de pénalités inscrites                     | 39 par Chris Smith (2021 –)                                                                                         |
| Plus de drops inscrits                          | 1 par Chris Smith (2021 –)                                                                                          |
| Records en match                                | Détenu par |
| Plus grosse victoire                            | 57–12 (contre Scarlets, 2022)                                                                                       |
| Plus de points inscrits                         | 57 (contre Scarlets, 2022)                                                                                          |
| Plus grosse défaite                             | 3–31 (contre Leinster, 2021)                                                                                        |
| Plus de points concédés                         | 35 (contre Benetton, 2021), 35 (contre Glasgow, 2022-23)                                                            |
| Plus d'essais inscrits                          | 9 (contre Scarlets, 2022)                                                                                           |
| Plus d'essais concédés                          | 5 (contre Benetton, 2021), 5 (contre Connacht, 2021), 5 (contre Glasgow, 2022-23)                                   |
| Plus de points par un joueur                    | 20 par Chris Smith (contre Sharks 2022-23)                                                                          |
| Plus d'essais par un joueur                     | 3 (triplés) par Cornal Hendricks (contre Ospreys, 2021-22)                                                          |
| Plus de transformations par un joueur           | 6 par Chris Smith (contre Zebre, 2022)                                                                              |
| Plus de pénalités par un joueur                 | 5 par Morné Steyn (contre Sharks, 2021), Chris Smith (contre Cardiff 2021–22), Chris Smith (contre Munster 2021–22) |
| Plus de drops par un joueur                     | 1 par Chris Smith (contre Sharks 2021–22)                                                                           |
| Séries de victoires                             | Nombre de matchs |
| Plus de victoires consécutives                  | 5 (25 février 2022 – 9 avril 2022 & 23 avril 2022 - 10 juin 2022)                                                   |
| Records sur une saison                          | Détenu par |
| Plus de points inscrits                         | 588 (2021–22) |
| Plus d'essais inscrits                          | 74 (2021–22) |
| Plus de transformations inscrites               | 60 (2021–22) |
| Plus de pénalités inscrites                     | 31 (2021–22) |
| Plus de drops inscrits                          | 1 (2021–22) |
| Plus de points inscrits par un joueur           | 153 par Chris Smith (2021–22)                                                                                       |
| Plus d'essais inscrits par un joueur            | 11 par Marcell Coetzee (2021–22)                                                                                    |
| Plus de transformations inscrites par un joueur | 38 par Chris Smith (2021–22)                                                                                        |
| Plus de pénalités inscrites par un joueur       | 23 par Chris Smith (2021–22)                                                                                        |
| Plus de drops inscrits par un joueur            | 1 par Chris Smith (2021–22)                                                                                         |

- À jour au 27 novembre 2022
- Pro14 Rainbow Cup également incluse

### Records de tous les temps
| Records individuels                             | Détenu par                        |
| ----------------------------------------------- | --------------------------------- |
| Plus de points inscrits par un joueur           | 1675 par Morné Steyn (2005 –)     |
| Plus d'essais inscrits par un joueur            | 37 par Bryan Habana (2005 – 2009) |
| Plus de transformations inscrites par un joueur | 294 par Morné Steyn (2005 –)      |
| Plus de pénalités inscrites par un joueur       | 313 par Morné Steyn (2005 –)      |
| Plus de drops inscrits par un joueur            | 26 par Morné Steyn (2005 –)       |
| Essais de pénalité                              | 9 (5 points) 6 (7 points)         |

- Tous les points du Super Rugby Unlocked (en) 2021 inclus
- Tous les points de la Preparation Series (en) 2021 inclus
- 2021 Pro14 Rainbow Cup points inclus
- United Rugby Championship points inclus 2021–22 - 2022–23
- À jour au 2 octobre 2022

## Équipe de Currie Cup
- Blue Bulls à Pretoria